# Sint-Martinikerk (Stadthagen)
De Sint-Martinikerk (Duits: St.-Martini-Kirche) is een protestants kerkgebouw in het centrum van Stadthagen in de Duitse deelstaat Noordrijn-Westfalen. Het gebouw vertegenwoordigt de gotische stijl en is met een aangebouwd vorstelijk mausoleum verbonden.

## Geschiedenis

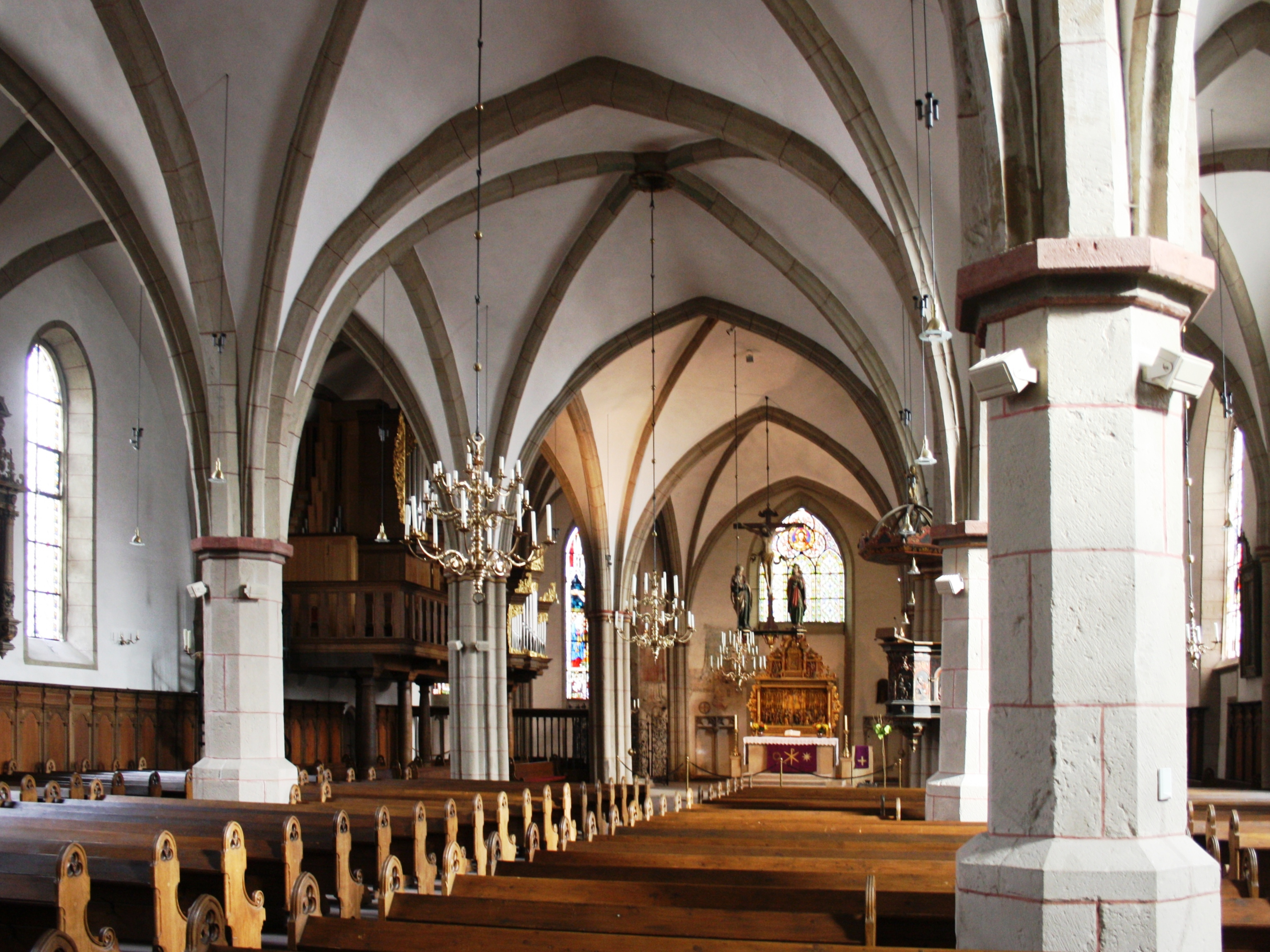
Interieur

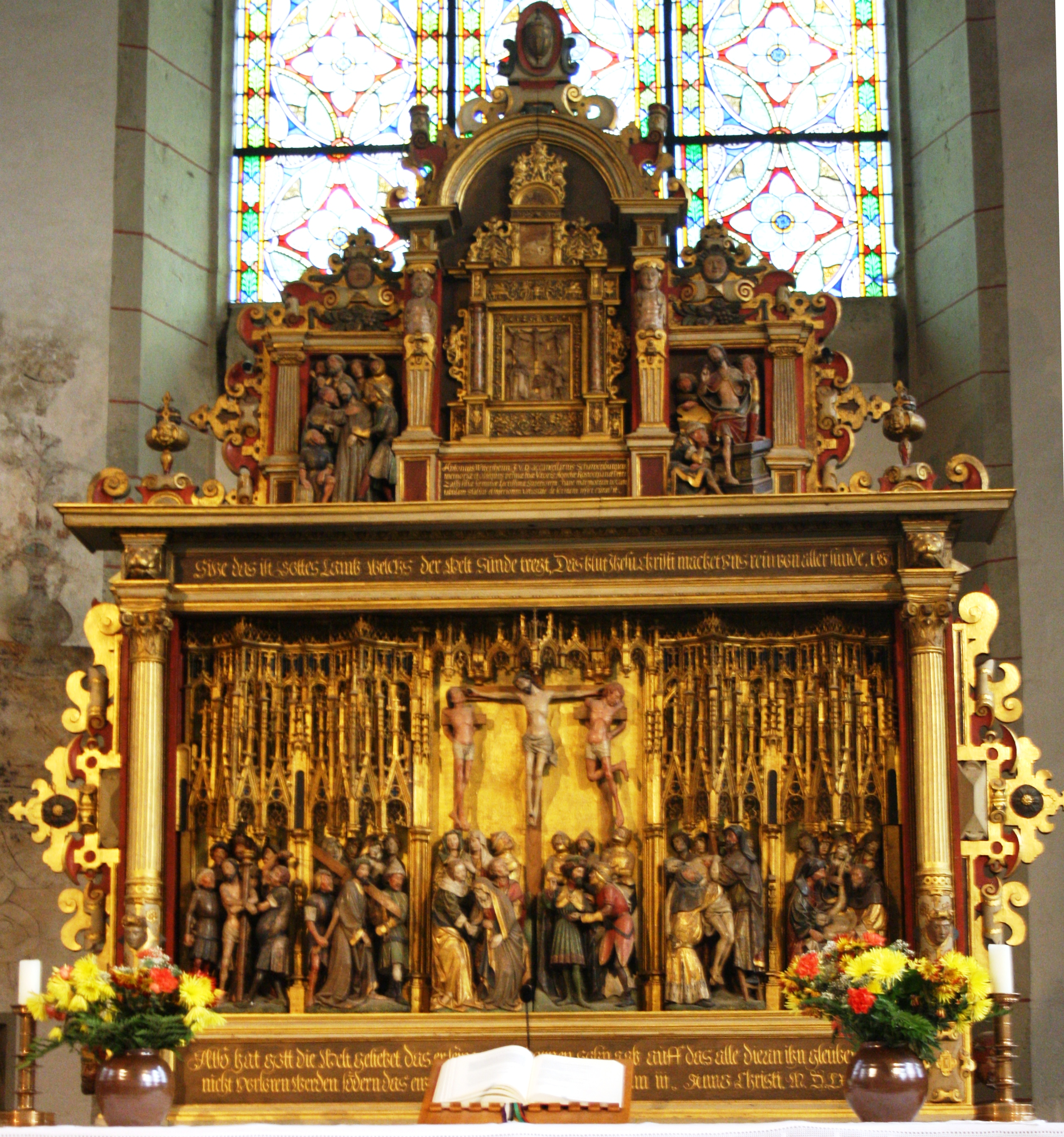
Altaar

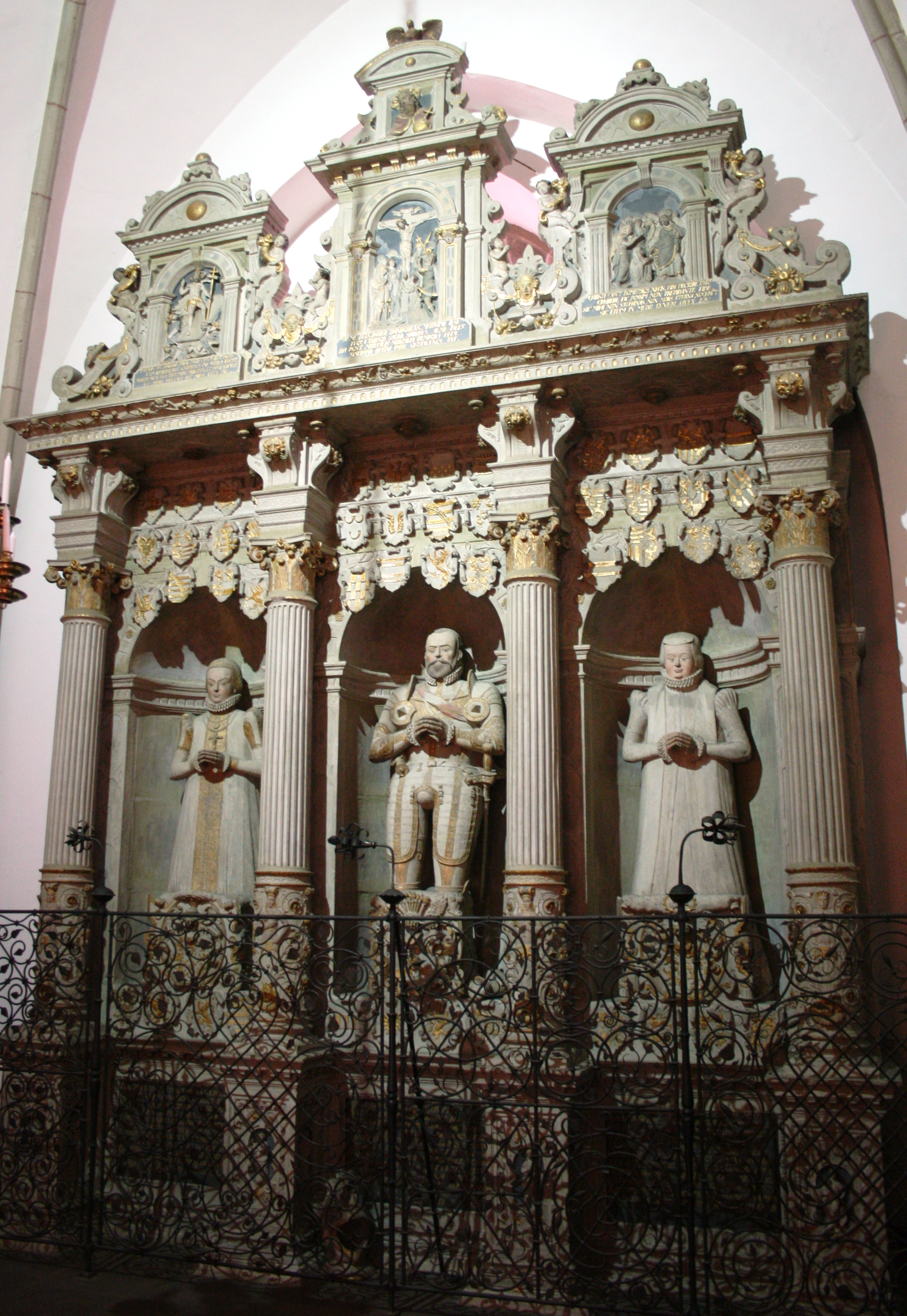
Grafmonument

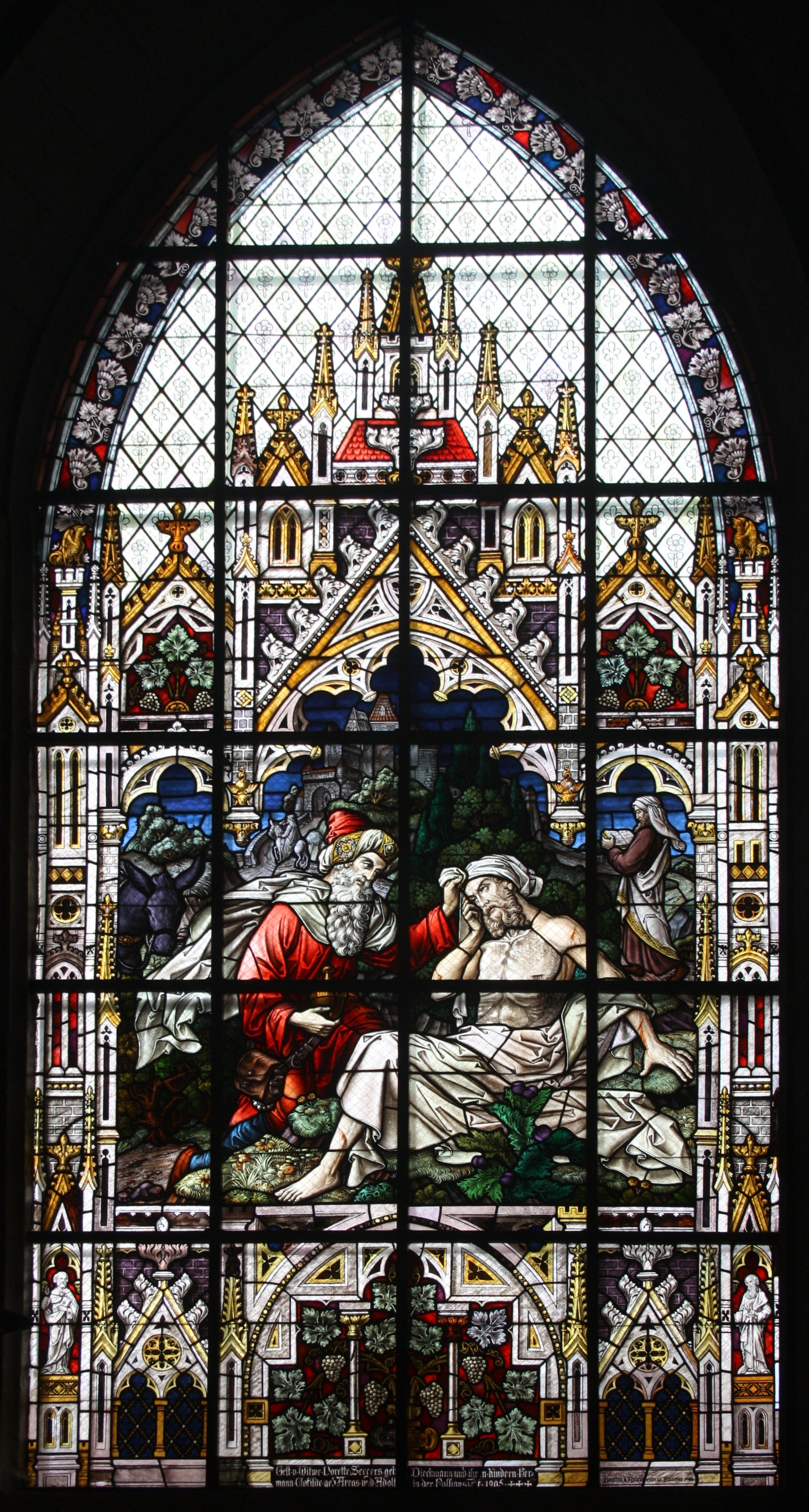
Gebrandschilderd raam

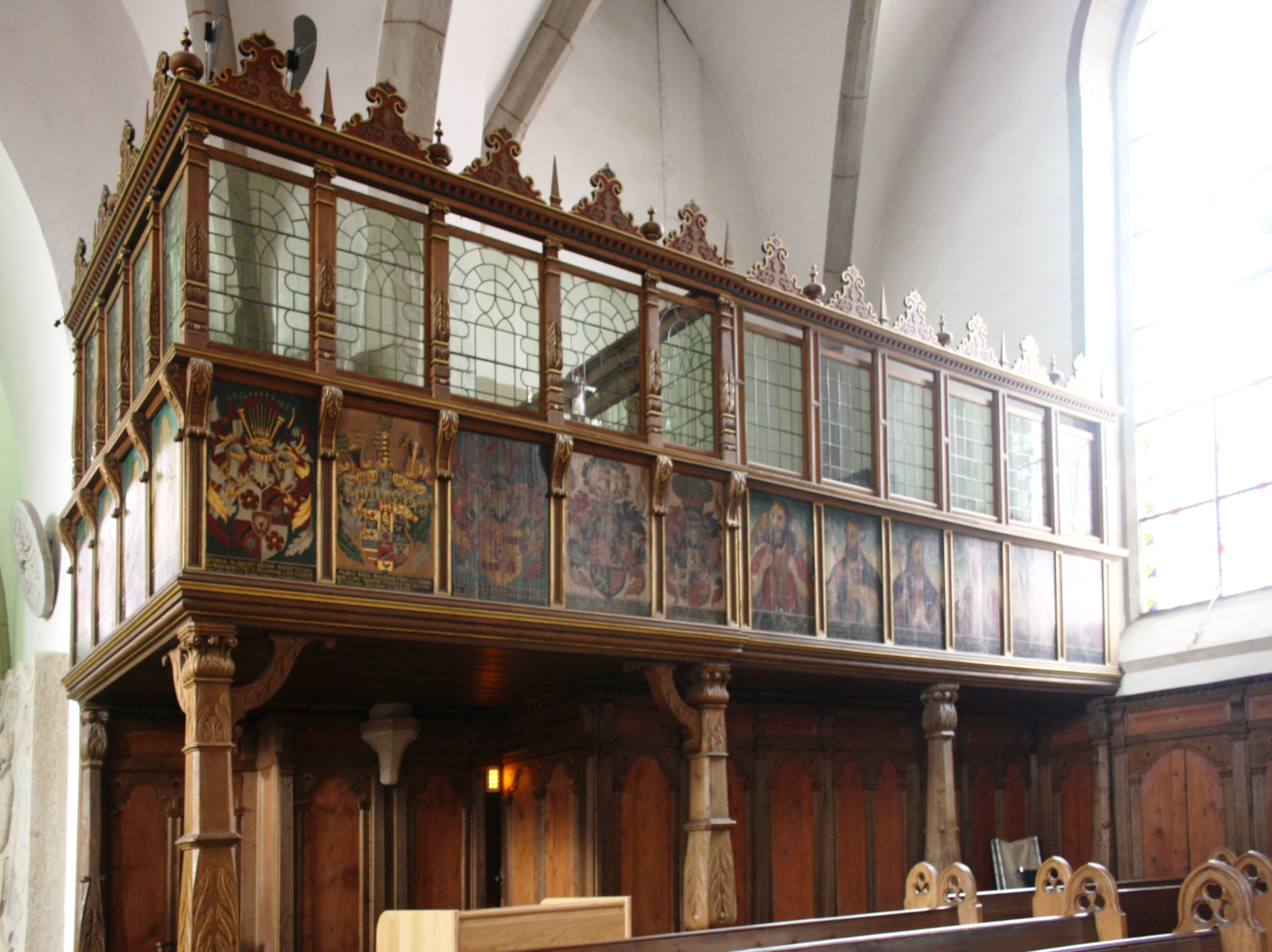
Loge

Al in 1230 werd op de huidige plaats een kerk vermeld, die echter wegens de bescheiden grootte in 1318 werd afgebroken. Van deze kerk bleef de huidige 42,3 meter hoge toren en een deel van de ommuring bewaard.
De drieschepige hallenkerk werd in verschillende periodes gerealiseerd.
Het in 1430 aan de zuidelijke kant gelegen knekelhuis wordt tegenwoordig voor de verwarming en de opgang naar de kerktoren gebruikt. Aan de noordelijke kant bevindt zich de in 1544 aangebouwde Trinitatiskapel, waarin tegenwoordig het monument ter nagedachtenis van de gevallenen in de beide wereldoorlogen van de kerkelijke gemeente is ondergebracht. Tevens bevindt zich hier de opgang naar de vorstenloge.
Voorts is een in 1541 opgetrokken sacristie aangesloten, die tegenwoordig als kapel is ingericht. In deze aanbouw bevindt zich een piscina, een voorziening voor het doopwater, dat jaarlijks tijdens de paaswake wordt gewijd.
In de jaren 1970 werd de kerk gerestaureerd. Na een brandaanslag in 1992 raakte de kerk ernstig beschadigd. Herstel volgde nadien.

## Interieur
In de torendoorgang bevindt zich achter een smeedijzeren het forse stenen grafmonument van graaf Otto IV. Het praalmonument wordt versierd met de beelden van de graaf en zijn twee vrouwen. Het werd in 1581 in opdracht van zijn tweede vrouw Elisabeth Ursula van Braunschweig-Lüneburg voltooid en stond tot de restauratie van de kerk in de jaren 1970 in het koor van de kerk. Graaf Otto IV voerde de reformatie in het graafschap Schaumburg-Lippe in en liet eveneens het Slot Stadthagen bouwen. De eerste protestantse predikant was hier Jakob Dammann, die zich in 1588 als hofpredikant en later ook als stadspredikant in Stadthagen vestigde. Verder zijn in de doorgang twee rouwborden uit de jaren 1539 en 1559 te zien; rechts een voor Ludolph Bulle en links een voor Christoph von Münchhausen.
Links van de torendoorgang bevindt zich de in opdracht van graaf Otto IV gebouwde vorstenloge. De wapens op de loge zijn van de graaf, zijn beide vrouwen en van de vorst Georg (1893-1911) en zijn vrouw. Op de overige velden zijn Christus en de apostelen afgebeeld.
In het middenschip hangt aan een ketting een levensgrote kruisigingsgroep. Naast de gekruisigde Christus staan Maria en Johannes.
Het meest kostbare kunstwerk in de kerk is het altaar, dat in 1460 in een Vlaams atelier werd gebouwd. In 1585 werd het altaar verbouwd en tot ongeveer de helft verkleind. In het midden bevindt zich een scène van de Kruisiging en daarboven de Opstanding en God de Vader.
De kanselkuip uit de 16e eeuw toont naast Christus als wereldheerser, Paulus met het zwaard en boek, een schrijvende Johannes met adelaar, Lucas met een stier, Marcus met de leeuw, Mattheüs met de gevleugeld mens. Onder de reliëfs bevindt zich steeds een hoofd van een bebaarde man en het wapen van het Huis Schaumburg. Twee Latijnse teksten verwijzen naar de reliëfs. Een curiositeit is de mechanische preekklok.
Achter de Martinikerk sluit zich het in de jaren 1609-1622 door vorst Ernst van Schaumburg gebouwde mausoleum aan.

## Orgel
Het orgel gaat deels terug op een instrument van de gebroeders Slegel van voor 1559. Dit orgel werd in 1731 door de orgelbouwer Christian Vater uit Hannover gereorganiseerd. Daarna bezat het instrument 32 registers verdeeld over twee manualen en pedaal. Bij een brand in 1908 ging een groot deel van het historische materiaal verloren. Met gebruik van nog geredde onderdelen bouwde Furtwängler & Hammer (Hannover) een jaar later een nieuw orgel. Het nu romantische orgel bezat 44 registers op drie manualen en pedaal. Bij een nieuwe verbouwing in 1974 door de firma Hammer uit Hannover werd het orgel tot 54 registers vergroot. Ten slotte werd in 2003 het orgelwerk door Alfred Kern (Straßburg) achter de historische orgelkas geheel vernieuwd. Het instrument kent nu een Frans-romantische dispositie. Rugpositief, hoofdwerk en pedaal zijn geënt op een Silbermann-orgel, het zwelwerk overwegend op een orgel van Cavaillé-Coll.

## Mausoleum
Aan de bouw van het zevenhoekige mausoleum werd in 1620 door graaf Ernst begonnen. Zijn weduwe Hedwig van Hessen-Kassel zette de bouw na zijn dood in 1622 voort. Het interieur van het mausoleum is rijk versierd en slechts vanuit het koor van de Martinikerk te betreden.
Het van brons en marmer gebouwde grafmonument werd in 1613-1620 door de Nederlandse beeldhouwer Adriaen de Vries vervaardigd. Het wordt bekroond met een 2,10 meter hoog en 1,80 meter breed beeld van de opgestane Heer met een 2,80 meter lange kruisvaan. De onder het beeld staande sarcofaag bevat een borstbeeld van de vorst. Het wordt door vier leeuwen gedragen en door vier grote beelden van krijgslieden omringd.
Links en rechts van de ingang hangen schilderijen met de thema's de Opstanding van de doden op de dag des oordeels en de Opstanding van Lazarus door de Verlosser van Anton Boten. Van zijn hand stamt ook de beschildering van de koepel.
Tot 1916 vonden hier de bijzettingen van de leden van het Huis Schaumburg-Lippe plaats.

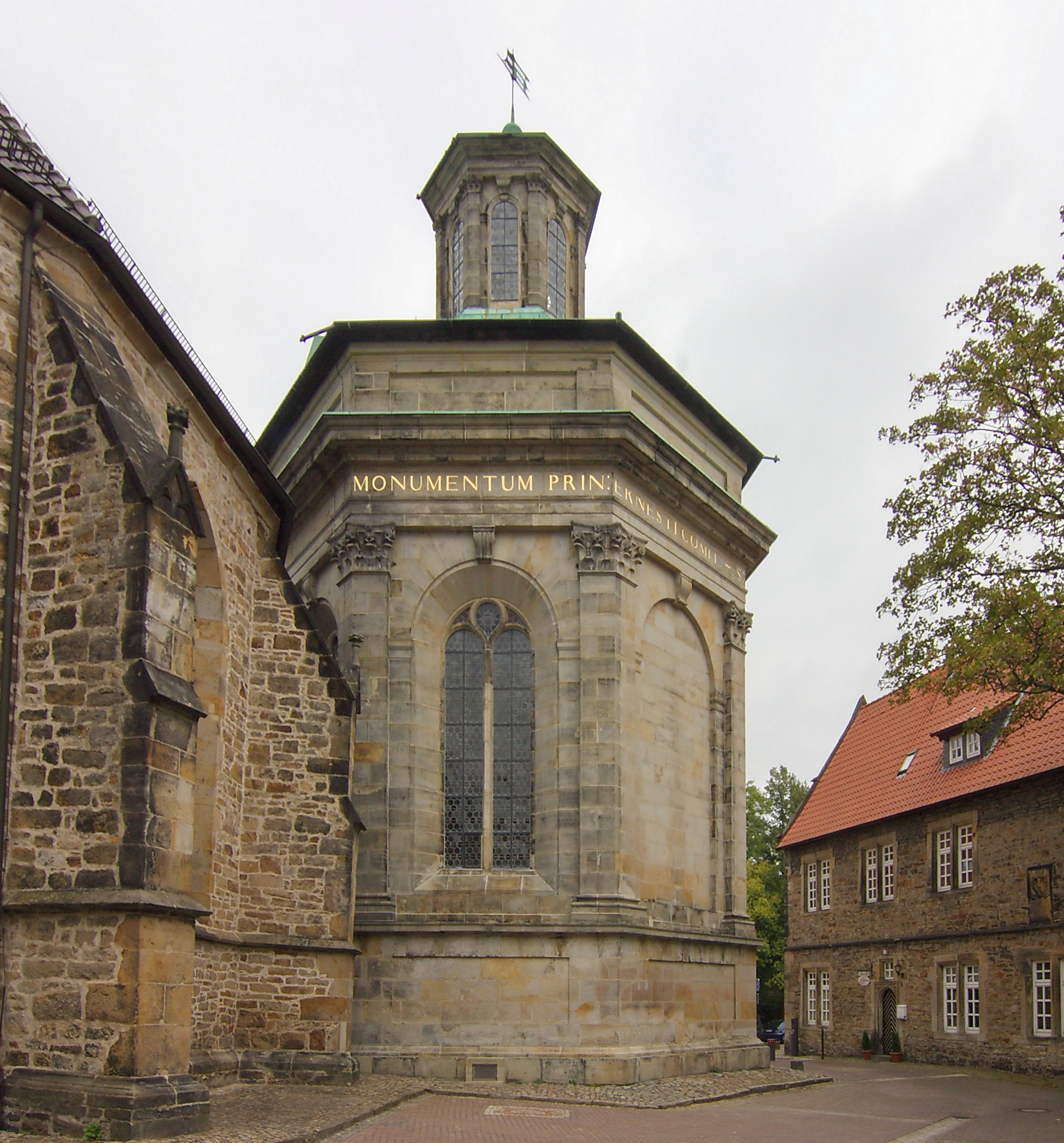
Mausoleum
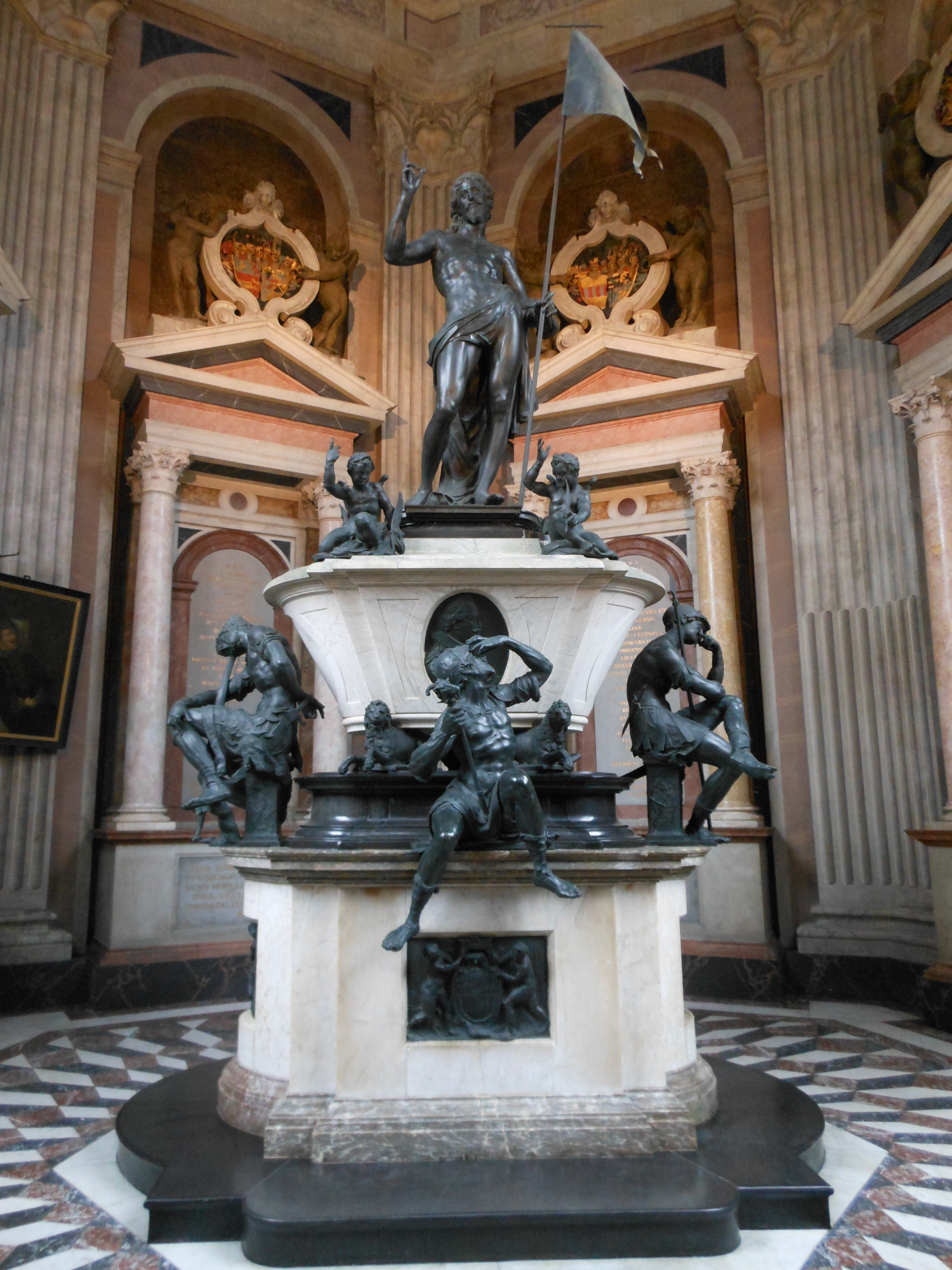
Opstandingsmonument
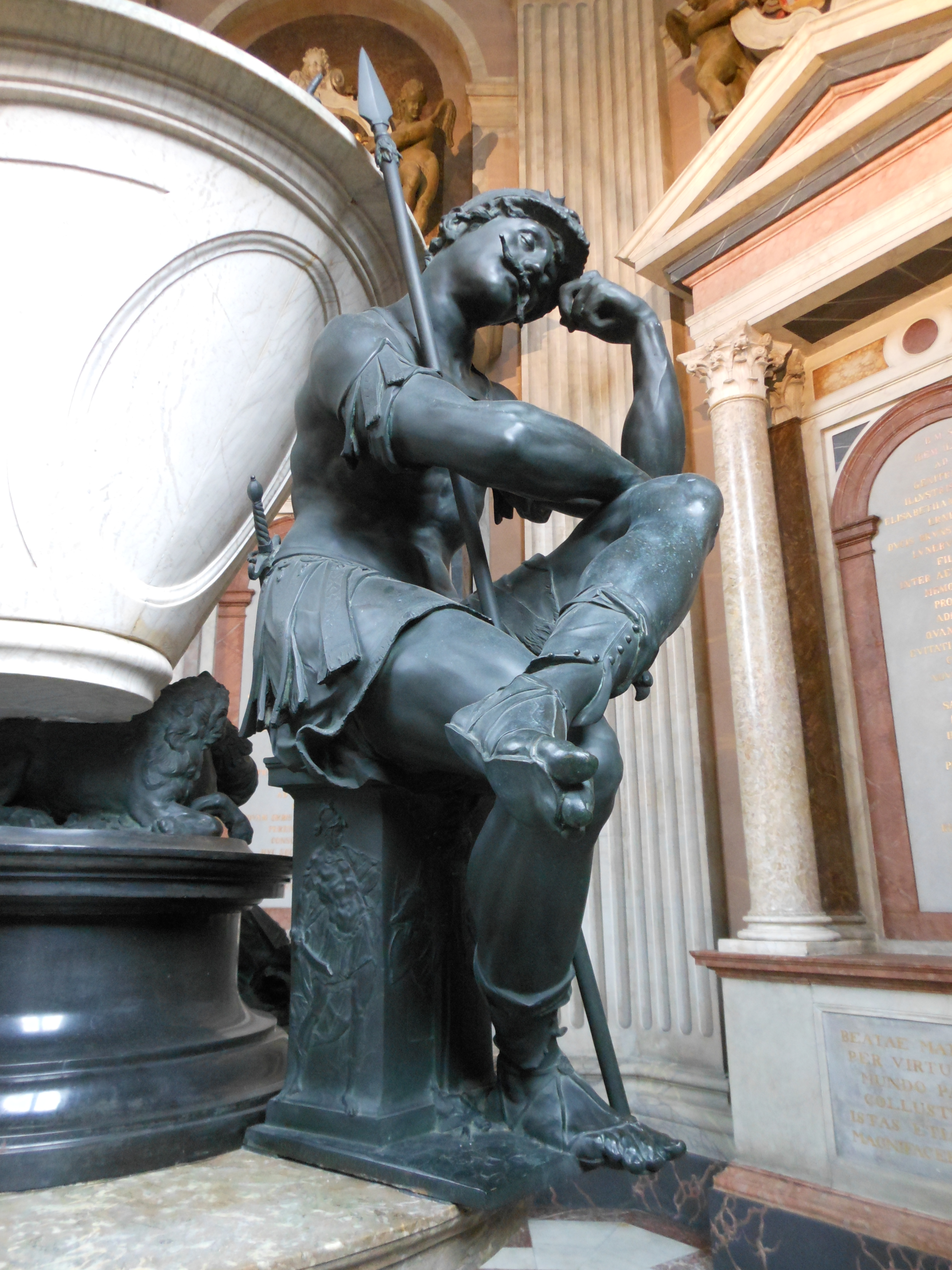
Detail Opstandingsmonument
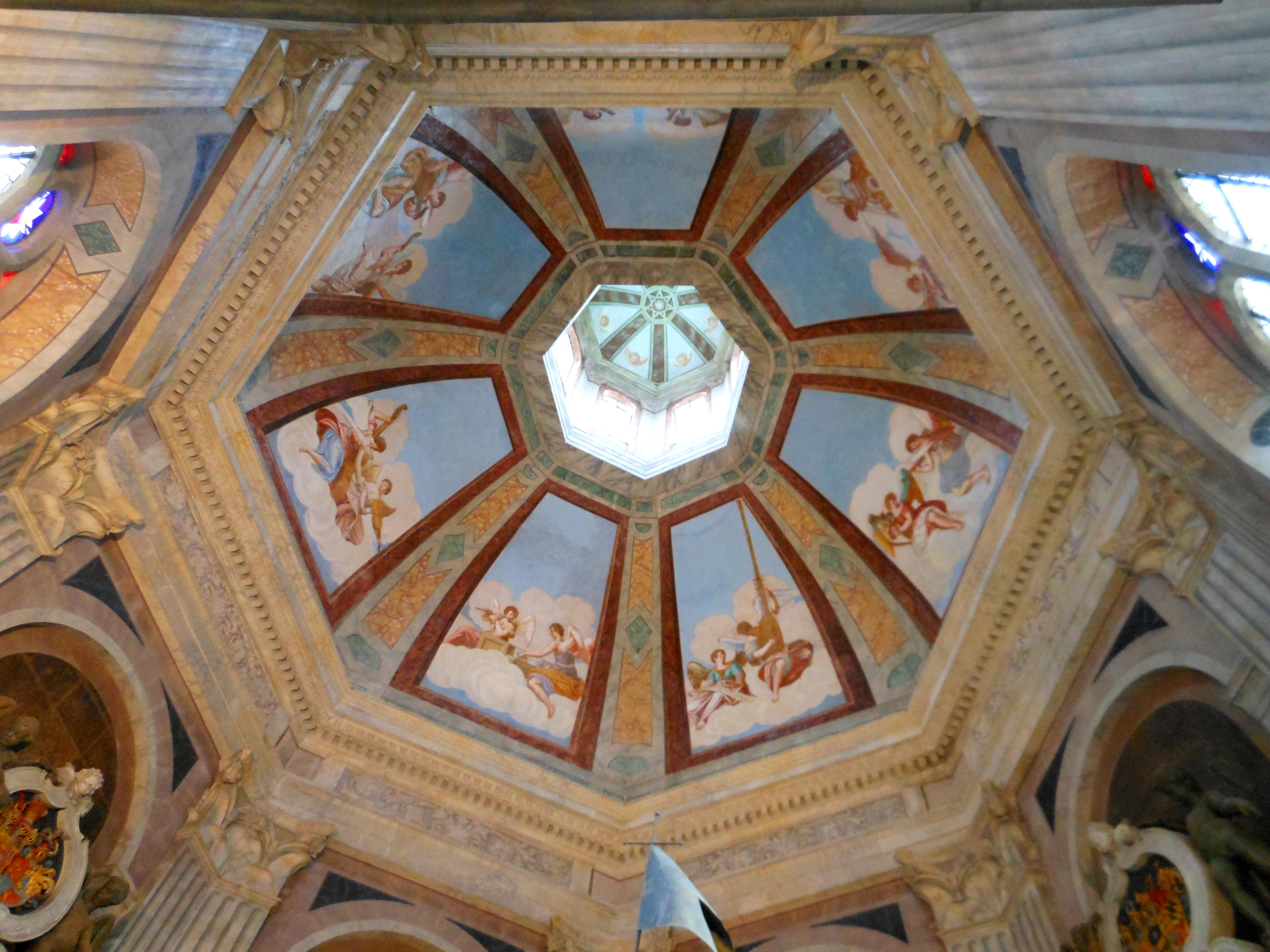
Koepel